# Plestiodon anthracinus
Plestiodon anthracinus är en ödleart som beskrevs av Baird 1849. Plestiodon anthracinus ingår i släktet Plestiodon och familjen skinkar. Inga underarter finns listade i Catalogue of Life.
Arten har flera från varandra skilda och delvis små populationer i centrala och östra USA. Utbredningsområdets västra gräns ligger i östra Kansas, centrala Oklahoma och nordöstra Texas. Plestiodon anthracinus når i öst delstaten New York och norra Florida. Denna ödla hittas oftast i fuktiga skogar eller vid andra trädansamlingar. Den håller sig gärna nära träskmarker, myr och vattenkällor. Ibland besöks mer torra klippiga ställen, öppna ställen intill vägar eller längs elektroledningar.
Plestiodon anthracinus gömmer sig ofta under trädstammar som ligger på marken eller under stenar. Ibland söker den skydd i vattnet.
Arten kan anpassa sig till måttliga landskapsförändringar. IUCN kategoriserar arten globalt som livskraftig.